# Вольский, Станислав Францевич
Вольский Станислав Францевич (укр. Вольський Станіслав Францевич; род. 18 июля 1943, Славута, Украина) — украинский художник-ювелир, эмальер, художник-камнерез. Заслуженный художник Украины. Член Национального союза художников Украины. Доцент во Львовская национальная академия искусств на кафедре художественного металла. Основатель онлайн-академии ювелирного искусства Jewelry Art Education. Известен ювелирными объёмно-пространственными работами из серии «Кактус». В прессе называют Львовским Фаберже.

## Биография
Родился 18 июля 1943 года в г. Славута Хмельницкой области в семье педагогов Марии Францевны и Франца Людвиковича
1966—1970 — учился в Львовском училище прикладного и декоративного искусства им. Ивана Труша. Окончил отдел художественной обработки металла (красный диплом). Педагог Мельничук С. Т.
1967 — С. Вольскому городскими властями Советского Союза, было поручено изготовить памятные подарки для Генерального секретаря КПСС Л. И. Брежнева, а также другим руководителям ЦК КПСС: Устинову, Косыгину, Щербицкому и Горбачёву.
1971—1977 — учился во Львовском государственном институте прикладного и декоративного искусства на вечернем отделении (диплом с отличием). Педагоги — Соболев А. В., Галицкий Б. И., Мисько Э. П.
1977 — работал в ювелирной мастерской «ДИАМАНТ» художником-ювелиром.
1987 — член Союза художников.
1993—1994 — приглашенный в США фирмой «BRIDGE ATLANTIC CORPORATION» консультантом по эмали и ювелирных изделий.
1990—2002 — работал в Художественном фонде г. Львов.
2002 — Областная премия им. 3еновия Флинты в области декоративно-прикладного искусства, за уникальные ювелирные изделия последних лет.
2003 — Государственная награда, звание «Заслуженный художник Украины».
2003 — преподаватель на кафедре художественного металла Львовской национальной академии искусств.
2005 — председатель секции прикладного искусства Львовского отделения Союза художников.
2006 — доцент кафедры художественного металла ЛНАИ.
2010 — Награждён Почетным знаком — орденом Михаила Перхина Мемориального фонда Карла Фаберже.
Творческие работы находятся в музеях Киева, Москвы, Львова, Ватиканa, а также в частных коллекциях США, Израиля, Канады, Австралии, Германии, Голландии, Украины.

## Выставки

### Персональные
2008 — Персональная выставка. «Замки дитинства» г. Киев. Музей украинского народного декоративного искусства.
2008 — Персональная выставка, «Станислав Вольский. Ювелирная пластика, объемно-пространственная пластика, живопись в эмали» г. Львов. Львовский исторический музей.
1986 год — Персональная выставка, г Львов. Этнографический музей.

### Групповые выставки

#### Международные
2007 — Международный пленэр, г. Познань, Республика Польша.
2003 — Международный пленэр, г. Ланцут, Республика Польша.
2003 — V Международная ювелирная выставка «Ювелир Экспо Украина» г. Киев
1990 — Выставка «Современное ювелирное искусство» Всероссийский музей декоративно прикладного искусства. г. Москва.

#### Всесоюзные (СССР)
1989 — Всесоюзная выставка «Художественная эмаль», г. Москва
1987 — Всесоюзная выставка «Художественная эмаль». в Дом Скульпторов г. Рига, г. Ленинград, г. Вильнюс.
1987 — Первая всесоюзная выставка эмали «Человек Земля Вселенная», г. Москва
1986 — II Всесоюзная выставка медалей. Выставочный зал Союза художников СССР. г. Москва
1975 — Вторая всесоюзная выставка медали. г. Москва.

#### Всеукраинские
2019 — «Квадра мини-металл», г. Львов
2018 — «КВАДРА міні-метал. Ювелірне мистецтво емалі». Национальный музей украинского народного декоративного искусства. г. Киев
2018 — Всеукраинская выставка ювелирного искусства в контексте проекта «Ювелирство нового времени: грани дизайна и рукотворства» г. Каменец-Подольский
2014—2015 — «КВАДРА міні-метал. Ювелірне — мистецтво — міні емалі» м. Київ
2002 — Выставка посвящена декоративно-прикладному искусству Украины «200 имен» г. Киев
1999 — Выставка ювелирного и эмальерного искусства. г. Киев

#### Республиканские (УССР)
1987 — Республиканская выставка «Страна Советов» г. Киев
1987 — Выставка прикладного и декоративного искусства. г. Киев
1986—1987 — выставка работ современных художников-ювелиров Украины, посвященной XXVII съезду КПСС. Музей исторических драгоценностей УССР — филиал Государственного исторического музея УССР.
1986 — Выставка современного ювелирного искусства. г. Киев
1979 — I Республиканская выставка медальерного искусства. г. Киев
1975 — Выставка молодых художников. г. Киев

### Симпозиумы
1988 (17 января — 15 марта) — V Всесоюзный симпозиум по горячей эмали, г. Паланга Литовская Республика
1986 — Симпозиум по горячей эмали и ювелирному искусству. г. Паланга, Литовская Республика

### Жюри
2015 — Всеукраинский конкурс на лучший эскиз ювелирного изделия среди дизайнеров и мастеров декоративного искусства. Харьков.

### Упоминания в прессе и книгах
Статья ТСН «Во Львове живёт современный Фаберже»
Шмагало Р. Т. «Художній метал України ХХ — поч. ХХІст. Енциклопедія художнього металу»
Пасичнык Л. В. «Ювелирное искусство Украины ХХ-ХХI ст.»

### Публикации и статьи
Вольский С. Ф., Ивасюта О. В., Кравченко Н. Я., Патык Р. С. Искусство украшения последней трети ХХ — начала XXI века. Теория, история, практика: учеб. пособие. Львов ЛНАИ, 2018 с., Ил.
Станіслав Вольський. МИСТЕЦТВО ХУДОЖНЬОЇ ЕМАЛІ ВПРОДОВЖ СТОЛІТЬ: СПРОБА ВІДНОВЛЕННЯ ВТРАЧЕНИХ ТЕХНОЛОГІЙ У СУЧАСНІЙ ПРАКТИЦІ ХУДОЖНИКА-ЮВЕЛІРА. 2015

## Реставрация короны Иконы Матери Божьей Теребовлянской
Суждено автору (Станиславу Вольскому) проникнуть и в «космос» украинского сакрального искусства. В частности, он был избран судьбой короновать украинскую чудотворную икону XVII в. Церемония коронации «Теребовельский Богоматери» состоялась по случаю визита в Украину Святейшего Папы Иоанна Павла II.Шмагало Ростислав Тарасович
Короны на момент реставрации отсутствовали на иконе. Поэтому встала задача воспроизвести короны по графическому изображению. Воспроизведением корон занялся известный львовский ювелир и эмальер Станислав Вольский. Корона была изготовлена из высокопробного золота, также применены камни и горячие эмали.

25 июня 2001 года было короновано икону Теребовлянской Богородицы для кафедрального собора св. Юра. Литургический акт коронования совершил папа Иоанн Павел II.
- Воспроизведенные Станиславом Вольским короны для Теребовлянской иконы
- Станислав Вольский монтирует короны на Теребовлянской иконе
- Ярослав Мовчан и Станислав Вольской рядом с реставрированной ими Теребовлянской иконой
- Священнослужители вкладывают Теребовлянскую икону в раму в Архикафедральном соборе св. Юра во Львове

## Искусствоведы о творчестве Станислава Вольского
В статье о традиционных формах украинского орнамента в современных ювелирных украшениях Украины Колтукова В. преподаватель Косовского института прикладного и декоративного искусства ЛНАИ, аспирантка ЛНАИ, отмечает, что Ювелирные украшения Украины конца ХХ — начала ХХI в. за орнаментальными особенностями можно разделить на несколько основных стилевых направлений и вспоминает о творчестве Станислава Вольского в контексте направления «Ретроспективный»:
«Ретроспективный» — украшения, созданные по различным художественными течениями разных времен, крупные элементы декора, вставки драгоценных камней оригинальных форм и насыщенных цветов (рис.1). Одним из самых ярких представителей данного направления является львовский художник-ювелир Станислав Вольский, который в своих работах не только мастерски передает всю многогранность и декоративность растительной орнаментики, но и является одним из немногих украинских художников, которые в совершенстве владеют техникой художественной эмали. Украшения, созданные Станиславом Вольским, поражают оригинальностью композиционной формы, пышные растительно-цветочные композиции меняются простыми сдержанными линиями, а сочетание материалов с различными тектоническими свойствами свидетельствует о постоянном совершенствовании художника и непрерывном творческом поиске.

Сергей Луць, кандидат искусствоведения, старший преподаватель кафедры изобразительного и декоративно-прикладного искусства и реставрации произведений искусства, Каменец-Подольский национальный университет имени Ивана Огиенко в своем исследовании ЮВЕЛІРНЕ МИСТЕЦТВО УКРАЇНИ НА ЗЛАМІ ХХ-ХХІ СТ.: ГЕНЕЗИС ПОСТУПУ так пишет о Станиславе Вольском:
Творчество известного львовского художника-ювелира Станислава Вольского в современном украинском ювелирном искусстве позиционируется как образец высокого класса художественно-технического мастерства, демонстрирует органическое единение художественно-образной романтики растительного мира и вызревшего арсенала ювелирных техник, которым умело пользуется художник. Ювелирство мастера апеллирует к синтезу пластической цветовой экспрессии, что отражено яркой индивидуальностью средств выразительности технологических приемов, в том числе почти забытой в XX в. древней техники горячей эмали, тем самым способствуя обновлению и обогащению художественно-образного языка в создании целого ряда произведений высокого профессионального уровня. Переосмыслив сущность декоративности указанной техники, художник акцентирует внимание на эстетике ювелирных произведений не только как средств декора, но и концептуального визуального искусства, которым кроме его прямого функционального назначения можно просто наслаждаться. Специфика художественно-эмоциональной речи той или иной техники и качеств материала, которые использует художник (горячие эмали, резьба по камню, широкий диапазон и многогранность приемов металлопластики) в целом сформировали творческое направление и определили индивидуальную выразительность мастера, найдя место в общем спектре жанра так называемого «art jewelery», который приобрел популярность в XX в.

Так пишет доктор искусствоведения Р. Шмагало, об объемно-пространственных композициях Станислава Вольского из серии «Кактус»:
С. Вольский при этом предстаёт в роли мастера-универсала, своеобразного «человека-оркестра», который самостоятельно выполняет все партии ювелирной цветочной симфонии: резьба по камню, металлопластика, обуздание капризной эмали, микроскопический монтаж деталей произведения. Именно в цветочной серии Вольский выступает достойным продолжателем возникшего в XX в. жанра так называемого «art jewerly» в уникальной форме, который трактует изделие как нечто большее, чем просто украшение, приравнивая его к живописному или скульптурному произведению.
Различные партии камней, металлов или эмали эстетически объединены нотками насыщенного, кокетливо-игривого колорита единой формальной идеи. Серии цветочных композиций становятся полем для уникальных экспериментов с эмалью на объемной форме (Шмагало, 2015, с. 145).

Изысканная культура гравированного декора, максимальная мера использованных художественно-технологических средств формирует авторский почерк: многословен, насыщенный деталями и цветом, но всегда цельный. Пластика при этом сугубо авторской, она не вписывается ни в один из известных в истории художественных стилей. Рукотворные листья и цветы — неизменная составляющая украшений Станислава Вольского. В каждом объекте, созданном ювелиром, гармонично пульсирует переменная музыка жизни.

Лилия Пасечник в свои монографии «Ювелирное искусство Украины ХХ-ХХI вв.», обложку которой украшает изображение броши «Лилия» авторства Станислава Вольского, так отзывается об этой работе:
Брошь «Лилия» безусловно, является достоянием современного ювелирного искусства Украины, что принадлежит к мировому наследию ювелирного искусства.